# Lampetis elegans
Lampetis elegans es una especie de escarabajo del género Lampetis, familia Buprestidae. Fue descrita científicamente por Nonfried en 1894.